# Adolf Henryk Silberschein
Adolf Henryk Silberschein, znany również jako Abraham Silberschein (ur. 30 marca 1882 we Lwowie, zm. 30 grudnia 1951 w Genewie) – polsko-żydowski adwokat, działacz Światowego Kongresu Żydów, syjonista, poseł na Sejm I kadencji (1922–27) z ramienia Bloku Mniejszości Narodowych, członek grupy Ładosia nieformalnej współpracy żydowskich organizacji i polskich dyplomatów, którzy fabrykowali i przemycali do okupowanej Polski nielegalne paszporty państw Ameryki Południowej, ratujące posiadaczy i ich rodziny przed natychmiastową wywózką do obozów zagłady.

## Życiorys
Urodził się we Lwowie jako syn Jakuba Silberscheina, dentysty i jego żony Anny z domu Polturak. Ukończył studia prawnicze i rozpoczął praktykę adwokacką we Lwowie. Działał w organizacjach syjonistycznych, był wiceprezesem Organizacji Syjonistycznej Małopolski Wschodniej. Wchodził w skład zarządu Syjonistycznej Partii Pracy „Hitachdut”. W 1922 objął mandat posła na Sejm Rzeczypospolitej Polskiej I kadencji. Wyjechał do Genewy ze Lwowa 9 sierpnia 1939 roku.
W czasie Zagłady, Silberschein brał aktywny udział w próbie ratowania Żydów poprzez organizowanie dla nich paszportów państw Ameryki Łacińskiej. Czynił to w ramach założonego w Genewie Komitetu Pomocy „RELICO”.
Początkowo działania te miały incydentalny charakter, ale w latach 1942–1943 zaczęły być prowadzone na masową skalę. Silberschein pozostawał w bliskich kontaktach z polskimi dyplomatami Juliuszem Kühlem, Stefanem Ryniewiczem i Konstantym Rokickim. Przekazywał im przemycane z gett listy osób ze zdjęciami, według których wypełniali oni fałszywe paszporty kupione od skorumpowanego konsula honorowego Paragwaju, berneńskiego notariusza Rudolfa Hügglego. Częściowo zdobywał również fundusze na przekupywanie Hügglego. Współpracował też z uznanym później za Sprawiedliwego wśród Narodów Świata konsulem Peru José Maríą Barreto i prawdopodobnie również – samodzielnie – z konsulami innych państw Ameryki Łacińskiej.
Jesienią 1943 roku był przez krótki czas aresztowany przez szwajcarską policję. Zeznał wówczas, że działał na zlecenie Ryniewicza i Rokickiego, od których dowiedział się o samym mechanizmie paszportowym i którzy prosili go o koordynację działań. W ten sposób paszporty mogły być kupowane hurtowo, co zmniejszało ich cenę. „Mieliśmy do czynienia z prawdziwym „czarnym rynkiem” paszportowym. Panowie z Poselstwa wyrazili życzenie, żebym to ja wziął odpowiedzialność za tę sprawę, co też uczyniłem w imieniu „RELICO” – zeznał. Pieniądze na zakup paszportów od Hügglego pochodziły – według niego – „z różnych źródeł, w tym od Komitetu Palestyńskiego w Jerozolimie, Światowego Kongresu Żydów w Nowym Jorku, od innych organizacji żydowskich z Nowego Jorku i Stambułu oraz od osób prywatnych ze Stanów Zjednoczonych i ze Szwajcarii”.
Po aresztowaniu Silberscheina, w jego obronie skutecznie interweniował radca Stefan Ryniewicz.
Ocenia się, że działania grupy Ładosia ocaliły życie 400 osobom – Żydom, którzy przeżyli Holokaust jako posiadacze paszportów Paragwaju. W przypadku Silberscheina do grupy tej należy jednak doliczyć również część osób ocalonych dzięki innym paszportom, m.in. Peru.
Po wojnie Silberschein pozostał w Genewie, gdzie ożenił się ze swoją sekretarką Fanny Hirsch, również uczestniczką akcji ratunkowej. Zmarł w grudniu 1951 roku i został pochowany na tamtejszym cmentarzu żydowskim.

## Odznaczenia
- Medal Virtus et Fraternitas – 2019, pośmiertnie[7][8]